# Parchís
Il parchís (AFI: [parˈtʃis] ) è un gioco da tavolo spagnolo che deriva dal Pachisi ed è simile all'Eile mit Weile e al Parcheesi. Oltre che in Spagna, è molto popolare in altri paesi europei e in Marocco.
È un gioco di 2 a 4 giocatori anche se ci sono versioni per più giocatori. Richiede un tavoliere tipico formato da un percorso di 68 caselle e 4 “case” di differenti colori: giallo, rosso, verde e blu. Ogni giocatore dispone di 4 pedine (in spagnolo fichas) dello stesso colore della sua “casa” e due dadi. L'obiettivo del gioco consiste in portare tutte le pedine dalla propria casa fino alla meta, percorrendo tutto il circuito, cercando di “mangiare” o catturare il resto di pedine lungo il tragitto. Vince il primo giocatore che riesca a mettere tutte le sue pedine nella meta.
Il Parchís non è originario della Spagna, ma dell'antica India. È stato inventato da Akbar il Grande nel XVI secolo, prendendo ispirazione dalle corse dei cavalli. 
Per questo motivo in alcune versioni di parchís si è soliti trovare ancora le pedine a forma di cavallo. Col tempo sono cadute in disuso e il cavallo venne sostituito da altri tipi di pedine: a forma di puffi, di semplici cerchi, o figure astratte. Figure che sono meno rappresentative dell'originario virtuosismo del gioco ma che sono più economiche da realizzare e vendere.
Ma i rimandi alle origini "equestri" sono tutt'ora presenti nei termini usati durante il gioco: ad esempio il "salto" o il "mangiare" le pedine avversarie. L'uso del termine "mangiare" (in spagnolo "comer") veniva utilizzato quando il fantino disarcionava l'avversario dal proprio cavallo e lo finiva durante il combattimento. Il termine usato nel gioco originale era "degollar" ("scannare" o "decapitare" in italiano), ma si decise di modificare il termine per la versione commerciale spagnola.

## Storia del parchís

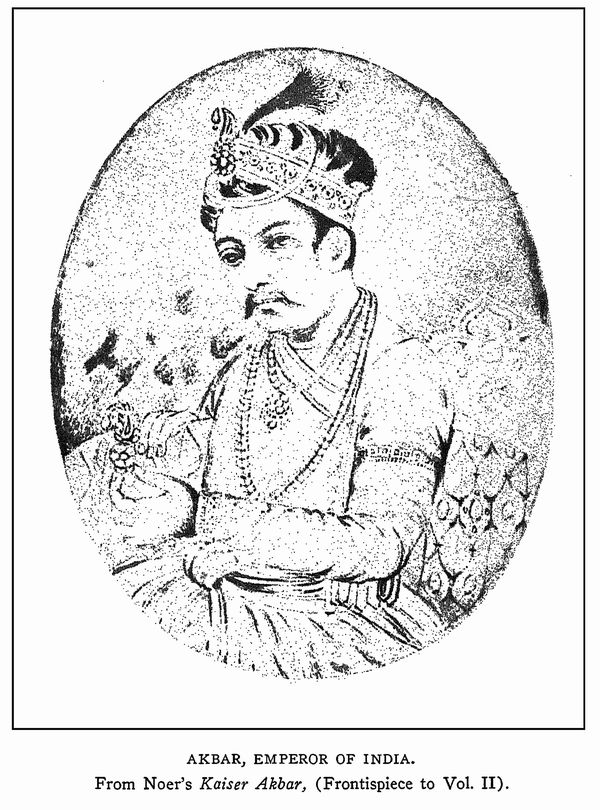
Ritratto dell'imperatore Akbar.

Il “parchis” è un gioco originario dell'antica India. Il parchís e il suo tavoliere odierno, a forma di croce è semplicemente una rappresentazione dell'originale. Il nome del parchís proviene della parola pacisi, che significa "venticinque" in hindi, poiché venticinque era il massimo risultato possibile che si poteva ottenere dopo aver lanciato le conchiglie, che anticamente venivano utilizzate al posto dei dadi.

## Regole principali
Non esiste un unico regolamento partorisca il parchís, anche se qualsiasi regolamento può considerarsi un variante riguardo del seguente insieme di principi:
1. Ogni giocatore deve tirare il dado.
2. Si deve uscire della casa con 5.
3. Con doppio 1, 2, 3, 4, 5, 6 si può tornare a tirare, al terzo tiro doppio tre volte ritorna alla sua casa la pedina più indietro del giocatore
4. Se mangia una pedina di un avversario, quella ritorna alla sua casa, e chi gliela mangiò avanza di 20 passi.
5. Le caselle sicure sono: quella di partenza, quella con stelle e quella d'arrivo.
6. I colori delle pedine sono: rosso, giallo, verde e blu.
7. Cerca di non fare mangiare le tue pedine.
8. Vince chi porta tutte le sue 4 pedine alla meta del suo colore (Nella quale può entrare quando le pedine di un ritorno).

### Materiali necessari per poter giocare
Possono giocare da 2 a 4 giocatori in un tavoliere di parchís corrente. Ogni giocatore dispone di 4 pedine del suo proprio colore e un dado di sei facce. Normalmente i giocatori utilizzano una base rettangolare piatta per lanciare il dado. 
Varianti:
Ci sono varianti per 4 giocatori (tavoliere normale) 6 giocatori (tavoliere esagonale) o 8 giocatori (tavoliere ottogonale) e con numeri di pedine (4).

### Terminologia

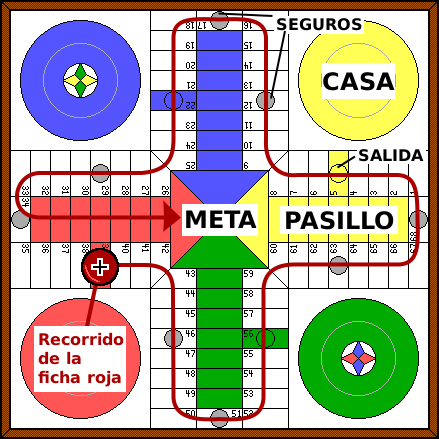
Terminologia

La terminologia tipica è la seguente:
| Termini             | Descrizione |
| Case                | Zone quadrate colorate degli angoli del tavoliere |
| Casella             | Ognuno dei riquadri numerati del tavoliere per dove possono avanzare le pedine.                                                                                                 |
| Casella di partenza | Caselle rettangolari, colorate e numerate che ci sono accanto a ogni casa. |
| Casella sicura      | Ognuna delle caselle rettangolari grigie o segnate d'un altro colore nel tavoliere.                                                                                             |
| Meta                | Caselle triangolari colorate del centro del tavoliere |
| Corridoio di meta.  | Caselle colorate giusto prima di una meta, compreso il sicuro. |
| Blocco o barriera   | Formata da 2 pedine in una stessa casella che impedisce il passaggio. |
| Contare 10 o 20     | Significa che un giocatore deve avanzare una delle sue pedine dieci o venti caselle dopo aver realizzato una certa azione nel gioco.                                            |
| Mangiare            | Quando una pedina occupa la posizione di una pedina di differente colore, la cattura e quest'ultima deve muoversi alla sua casa (tranne quando si trova in una casella sicura). |

### Prima di cominciare la partita
A ogni giocatore sarà assegnato un colore: giallo, blu, rosso o verde. Il primo a muovere è il colore rosso, dopo verde, giallo, blu.

### Regole
1. Al cominciare il gioco tutte le pedine stanno nella casa del loro colore.
2. La partita sviluppa per turni. Ogni giocatore lancerà il dado una sola volta in ogni turno; se esce il 6 può ripetere il turno.
3. I giocatori sono costretti a togliere le pedine di casa o ad avanzare una pedina sempre che sia possibile secondo il risultato del dado.
4. Le pedine si muovono in senso antoorario dalla partenza del loro colore fino la meta del loro colore. Le pedine che stanno nella casa e nella meta non possono muoversi.

### Togliere pedine
1. Il giocatore che fa un 5 con il dado deve togliere una pedina della sua casa alla casella di partenza. In varie regioni della Spagna tolgono due pedine con il primo 5.
2. Se questo non fosse possibile perché ci sono già due pedine del suo stesso colore nella partenza o perché non dispone di più pedine da togliere, dovrà muovere di 5 caselle con un'altra pedina.

Varianti:
- Usare il numero 6 invece del 5 per togliere pedine.

A parte la stessa pedina si può utilizzare due volte con i suoi dadi.

### Ripetere turno
1. Il giocatore che fa un numero doppio con i dadi potrà ripetere turno, dopo se esce un altro doppio potrà ripetere nuovamente. Se esce un doppio al terzo tiro, l'ultima pedina che ha mosso tornerà alla casa, tranne se l'ultima pedina che ha mosso sta nel corridoio della sua meta
2. Una pedina che è entrata nel corridoio di meta o nella propria meta non può tornare al punto di partenza anche se esce un numero doppio per la terza volta.

### Ponti o barriere
1. Le barriere si possono fare con pedine dello stesso colore in qualsiasi casella o in caselle denominate “ponte”, che possono essere di differente colore.[1]
2. Se c'è barriera fuori un sicuro si può catturare; e solo catturerà una pedina dell'avversario.
3. Se un giocatore ha una barriera e fa un numero doppio con il dado dovrà aprire la barriera. L'unica eccezione a questa regola occorrerà quando la pedina della barriera debba avanzare e questa non possa, per trovarsi con un'altra barriera in mezzo del tragitto o perché la casella di destinazione già sia occupata da due pedine. Se un giocatore ha più barriere, può scegliere quale aprire.
4. Il giocatore che ha formato il ponte o barriera può attraversare la stessa, se è l'ultimo pezzo del tavoliere che può muovere.
5. Il giocatore che abbia una barriera o ponte formato e non abbia nessuna un'altra pedina tranne le due che formano la barriera, deve muovere obbligatoriamente una delle due pedine.

### Variante classica e variante spagnola
1. Se il giocatore sceglie la variante classice, le pedine di differente colore non possono formare blocco in caselle sicure, solo le pedine di un solo colore potranno bloccare, nessuna un'altra pedina di altro colore potrà mettersi in caselle sicure, se già c'è una pedina di un solo colore nella casellla sicura. Se una pedina di un colore è collocata nella casella di partenza di un altro colore, e nella casa della pedina d'un altro colore c'è 1 pedina che non esce, quando uscirà, questa pedina ucciderà la pedina d'un altro colore, se si colloca nella sua casa, per esempio una pedina gialla è collocata in casa del colore verde o nel suo punto di partenza, e al verde manca una pedina da togliere dalla sua casa, questa stessa pedina verde ucciderà il giallo se esce il 5 e la pedina esce della sua casa.
2. Se giocatore sceglie la variante spagnola, le pedine di differente colore potranno fare blocco in caselle sicure e potranno collocarsi nella casella di partenza della casa d'un altro colore, due pedine di altro colore possono formare blocco in caselle sicure.

### Mangiare o catturare
1. Se una pedina cade in una casella bianca e numerata occupata da una pedina d'un altro colore, gliela mangerà. La pedina mangiata andrà alla sua casa originale (del suo stesso colore).
2. Il giocatore che ha realizzato la cattura conterà 20 con una delle sue pedine, salvo che non possa farlo con nessuna di loro, perché in mezzo si trova una barriera, perché gli mancano meno di 20 caselle per arrivare a meta o perché la casella destinazione è già occupata da due pedine.
3. Nelle caselle di partenza e nelle caselle sicure non è possibile mangiare, ma non possono stare due pedine di colori differenti.

Varianti:
- Dopo contare 20 con una pedina non può tornare a muoverla o il giocatore non può ripetere il turno.
- Contare 10 invece di 20.

### Meta e la fine del gioco
1. Le pedine possono entrare alla meta solo con un numero esatto nel dado o con altre azioni.
2. Il giocatore che mette una pedina nella meta, deve avanzare 10 caselle con un'altra delle sue pedine.
3. Vince il giocatore che per primo mette le sue 4 pedine nella sua meta. Il resto dei giocatori può continuare a giocare per il secondo e terzo posto.

Varianti:
- Quando un giocatore che mette una pedina nella meta, avanza 10 con una delle sue altre pedine, e torna a lanciare i dadi.
- Non è necessario il numero esatto per arrivare a meta o la pedina può “rimbalzare”, ossia retrocede di tante caselle fino a completare il numero del dado.
- Quando al giocatore solo rimane solo una pedina da portare in meta, potrà scegliere se muovere la pedina o no.
- In alcune varianti, nel caso che ci fosse una barriera di un avversario che impedisca di contare 10 quando una fila è arrivata alla meta, automaticamente salta la barriera.
- Contare 20 invece di 10
- Se c'è un pezzo nella meta, suscettibile di rimbalzare, ma un altro pezzo può muoversi fuori la meta, non si potrà scegliere di rimbalzare e ci sarà bisogno di muovere il pezzo fuori dalla meta. Rimblazare è ammesso solo quando non rimane un'altra opzione.

## Parchís per coppie
Nel parchís per coppie, i compagni situano a estremi opposti del tavoliere, una coppia utilizzerà il blu e il verde e l'altra il rosso e il giallo.
I principi sono le stesse che nel parchís individuale con le seguenti differenze:
1. Vince la coppia che prima manda in meta le sue pedine
2. Quando un giocatore della coppia mette in meta le sue quattro pedine, il tiro del suo turno conterà per il suo compagno.

## Parchís con 2 dadi
Una versione del gioco abituale in Internet è il parchís con 2 dadi. Questa modalità permette un gioco molto più strategico e rapido, poiché i giocatori possono muovere nel suo turno 2 pedine con il valore d'ogni dado. 
I principi di questa modalità sono un riflesso del gioco con 1 dado. Tutte le regole applicate quando esce un 6, adesso si applicano quando esce lo stesso numero in entrambi i dadi (doppi). Per esempio: invece di un 6 per ripetere turno, si ripete il turno con un numero doppio; per togliere una pedina di casa, è sufficiente che entrambi i dadi sommino 5; ecc.
Questa modalità è stata creata nel 2004 dallo studio spagnolo di videogiochi Exelweiss Entertainment per il portale web Mundijuegos, e che rapidamente prevalse sulla modalità classica di un dado. Grazie alla sua popolarità, nel 2006 è stata adattata per cellulari, e altri portali web e applicazioni mobili hanno adottato queste regole nei suoi giochi di parchís. Il 27 di settembre di 2010 conseguirebbe il Guinness World Record con il maggiore numero di giocatori di parchís simultanei.
Varianti:
- In una variante di Parchís con 2 dadi, le regole applicabili quando esce un 5, si applicano quando esce un 6.

## Scommesse nel parchís
Versione del gioco con scommesse che si può giocare tanto individualmente come a coppie. Ogni volta che la pedina di un giocatore è mangiata si dovrà pagare una quantità previamente stabilita. Si dovrà pagare quella stessa quantità per ogni pedina che non sia nella meta a tutti i giocatori che l'abbiano messa. Il vincente riceverà, oltre ai premi in pedine mangiate e pedina in meta, una quantità - previamente pattuita - da ognuno degli altri giocatori. In caso di un terzo 6 consecutivo, oltre a spostare l'ultima pedina mossa alla casa, pagherà anche una quantità di soldi al giocatore che risulterà vincente.

## Parchís per persone non vedenti

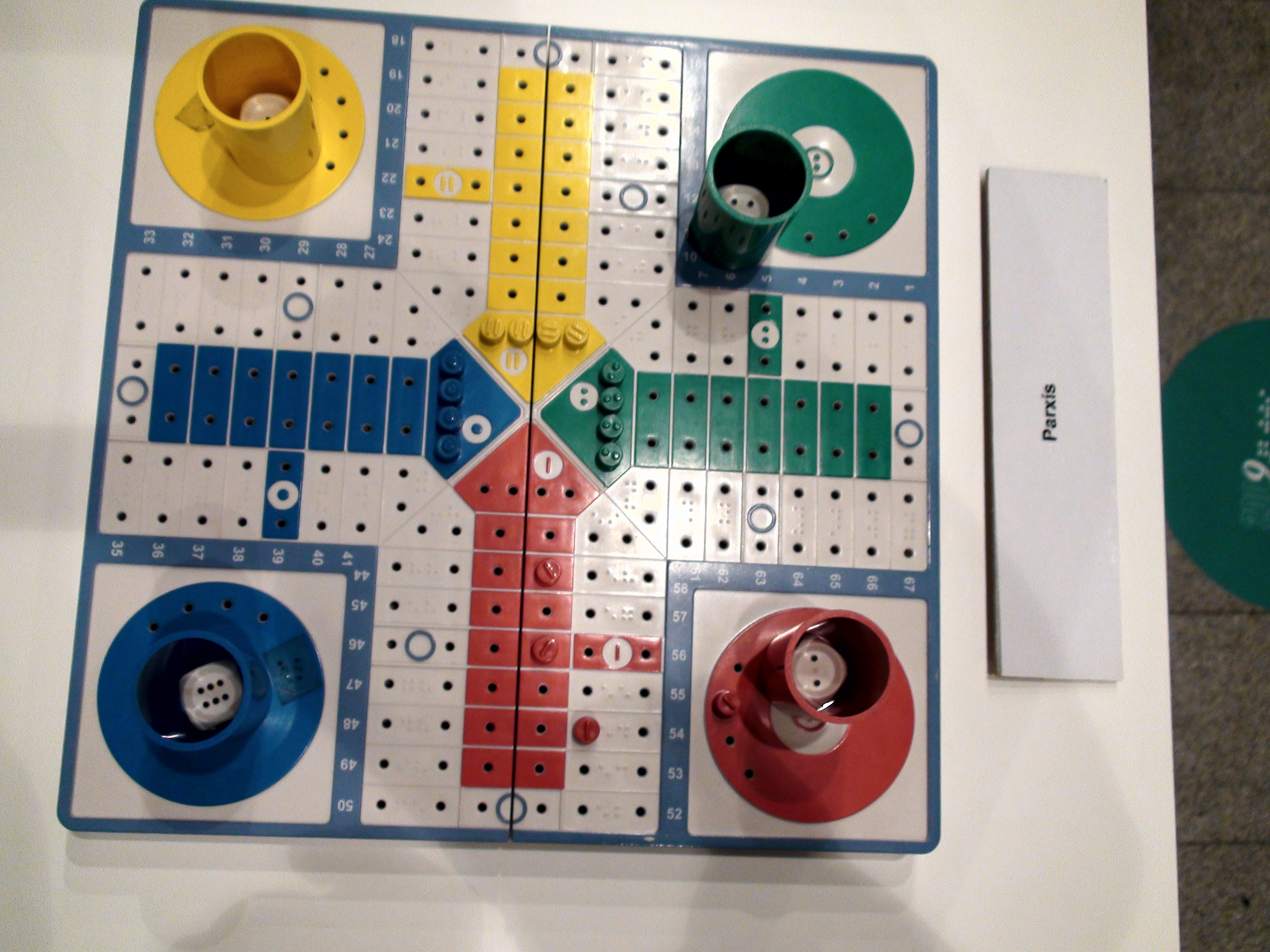
Parchís adattato

Esistono parchís adattati per persone non vedenti, tanto le pedine, il tabellome e i dadi sono adattati affinché persone non vedenti o con carenza visuale possano giocare. Ogni pedina ha nella sua parte superiore 
un simbolo per poterle identificare. I segni superiori delle pedine possono variare, quello abituale è che le pedine di colore blu abbiano un punto, le verdi 2 punti, le rosse una linea e le gialle 2 linee. Ogni casella del tavoliere possiede 2 fori, per potere collocare le pedine.